# 田川市煤炭·歷史博物館

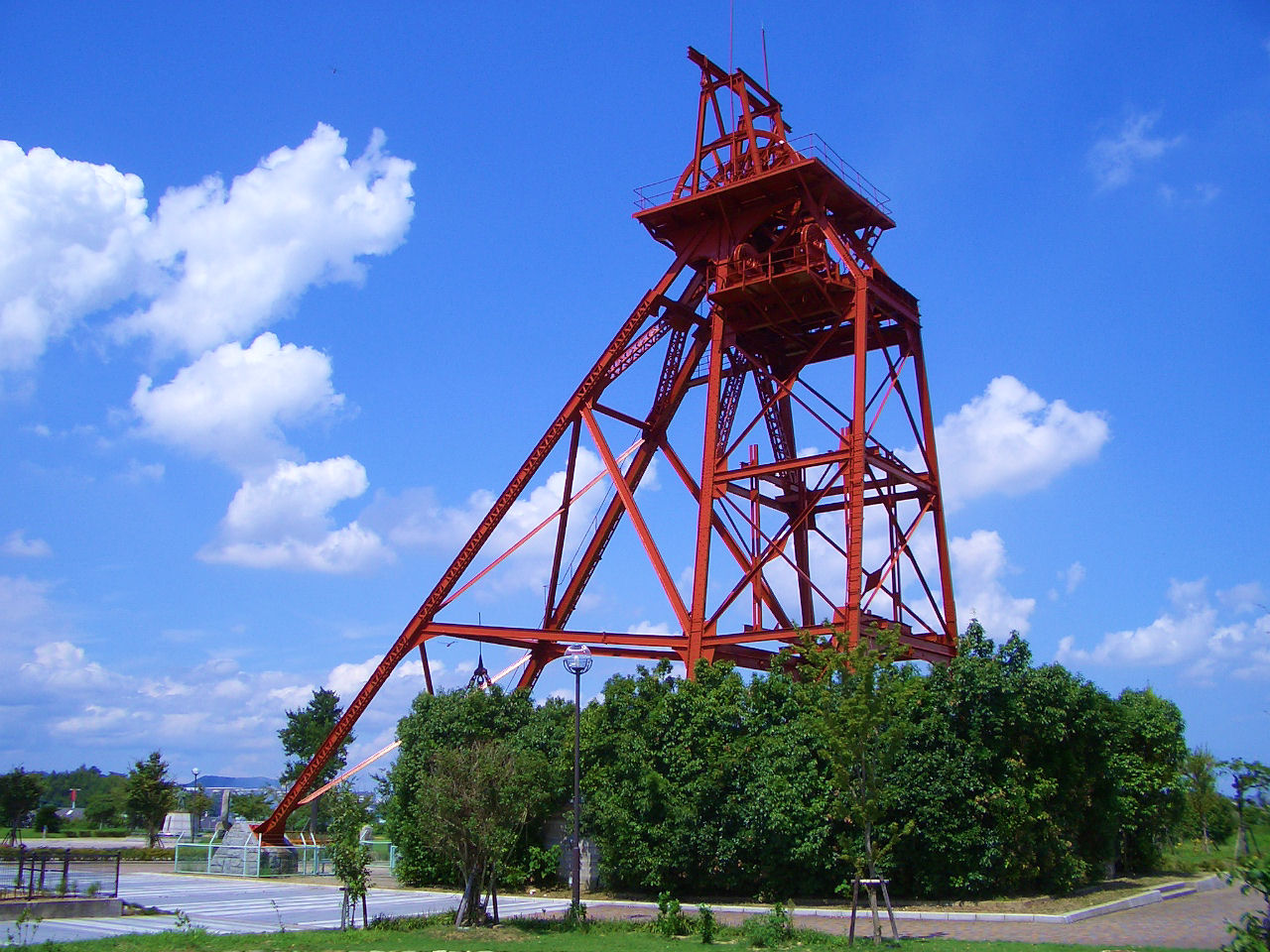
煤炭記念公園內的伊田豎坑櫓

田川市煤炭·歷史博物館（日语：田川市石炭・歴史博物館）是位於日本九州福岡縣田川市，是一間介紹過去提供日本能源的筑豐煤田煤礦產業相關資料之博物館。

## 概要
博物位於田川市煤炭記念公園內，為地上2層之建築。館內有介紹筑豐地區煤礦形成的地質學解說，從原始採礦方式到近代採礦方式，以及礦坑使用工具與機械類變遷的展示，並展出描繪礦工勞動景象與生活的繪畫、照片與文章。室外展示空間陳設用於礦場作業的電力機車、台車與礦坑機械等，同時重現當時礦工居住的標準煤礦住宅。日本現今的能源狀況，博物館也有豐富的介紹。此外，採煤中發掘出土的物品，也是歷史資料展示的一部分。
博物館對面立有煤礦歌謠《炭坑節發祥之地》紀念碑，公園內還保存三井田川炭礦的二根煙囪與伊田豎坑櫓，運用於筑豐地區鐵路的9600型蒸汽機車（59684號）與貨車（煤斗車）各一輛。
館內收藏的山本作兵衛煤礦記錄畫，2011年5月經聯合國教科文組織（UNESCO）認定為日本首項世界記憶遺產。

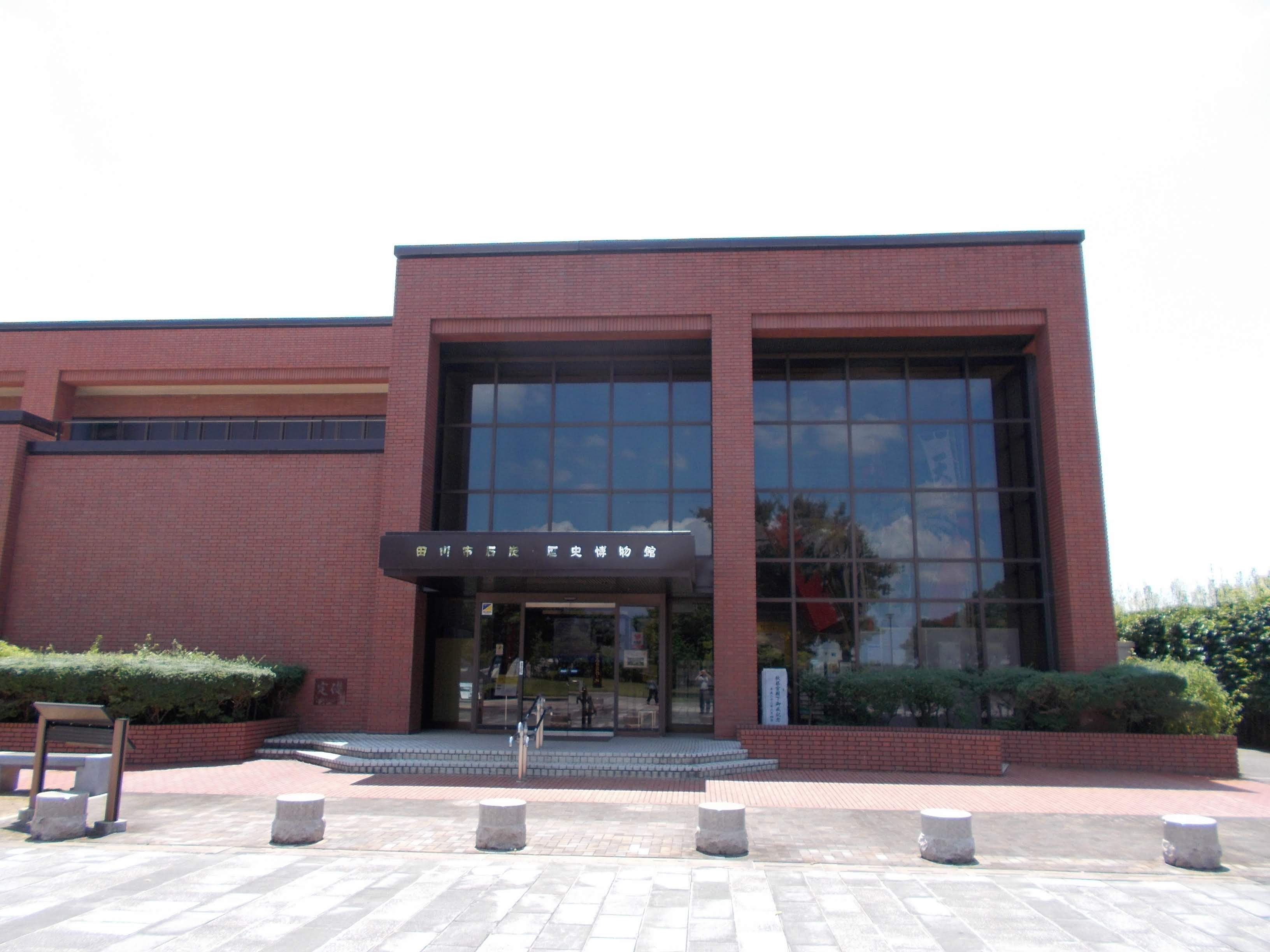
田川市煤炭·歷史博物館
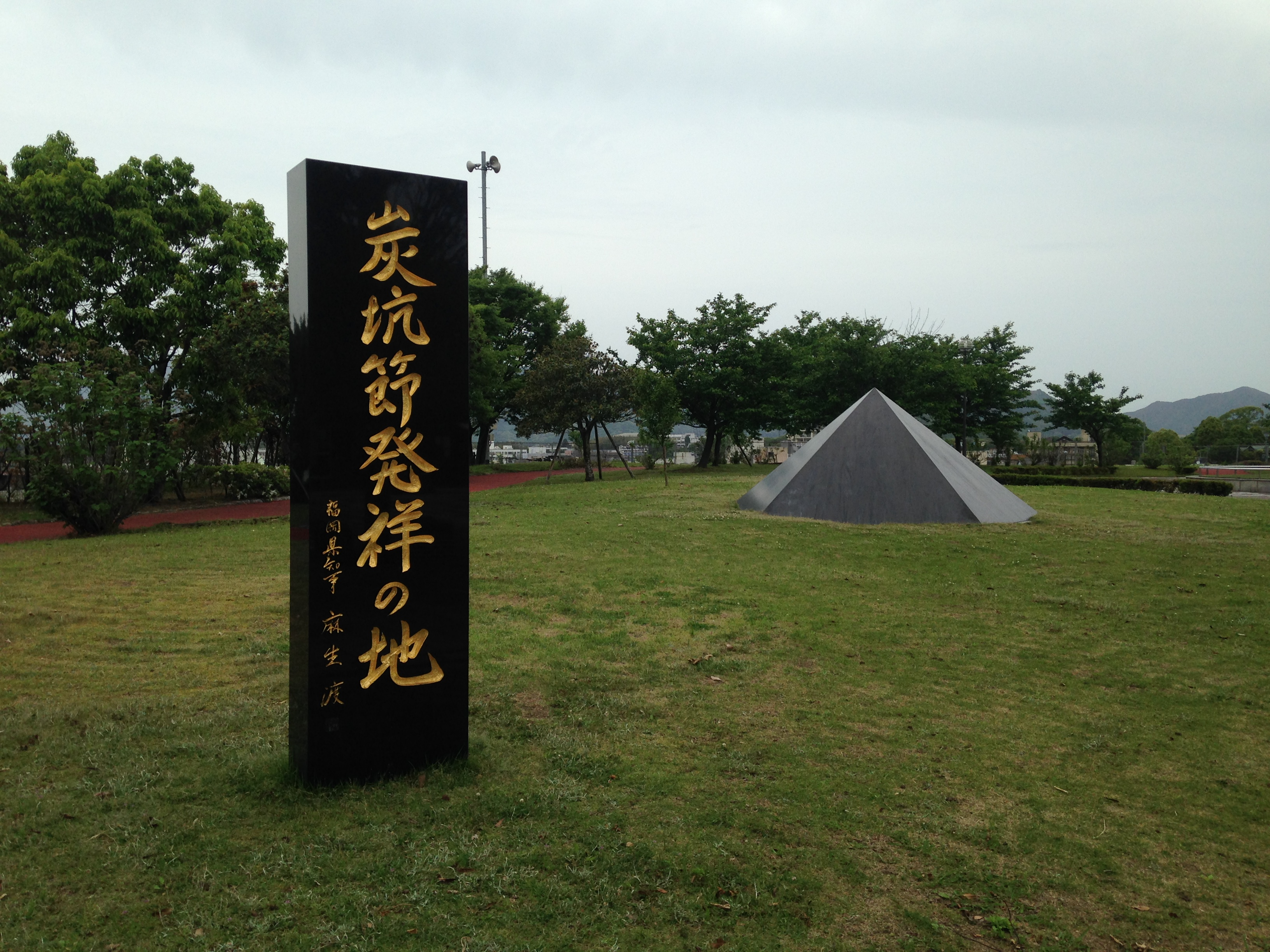
炭坑節發祥之地紀念碑
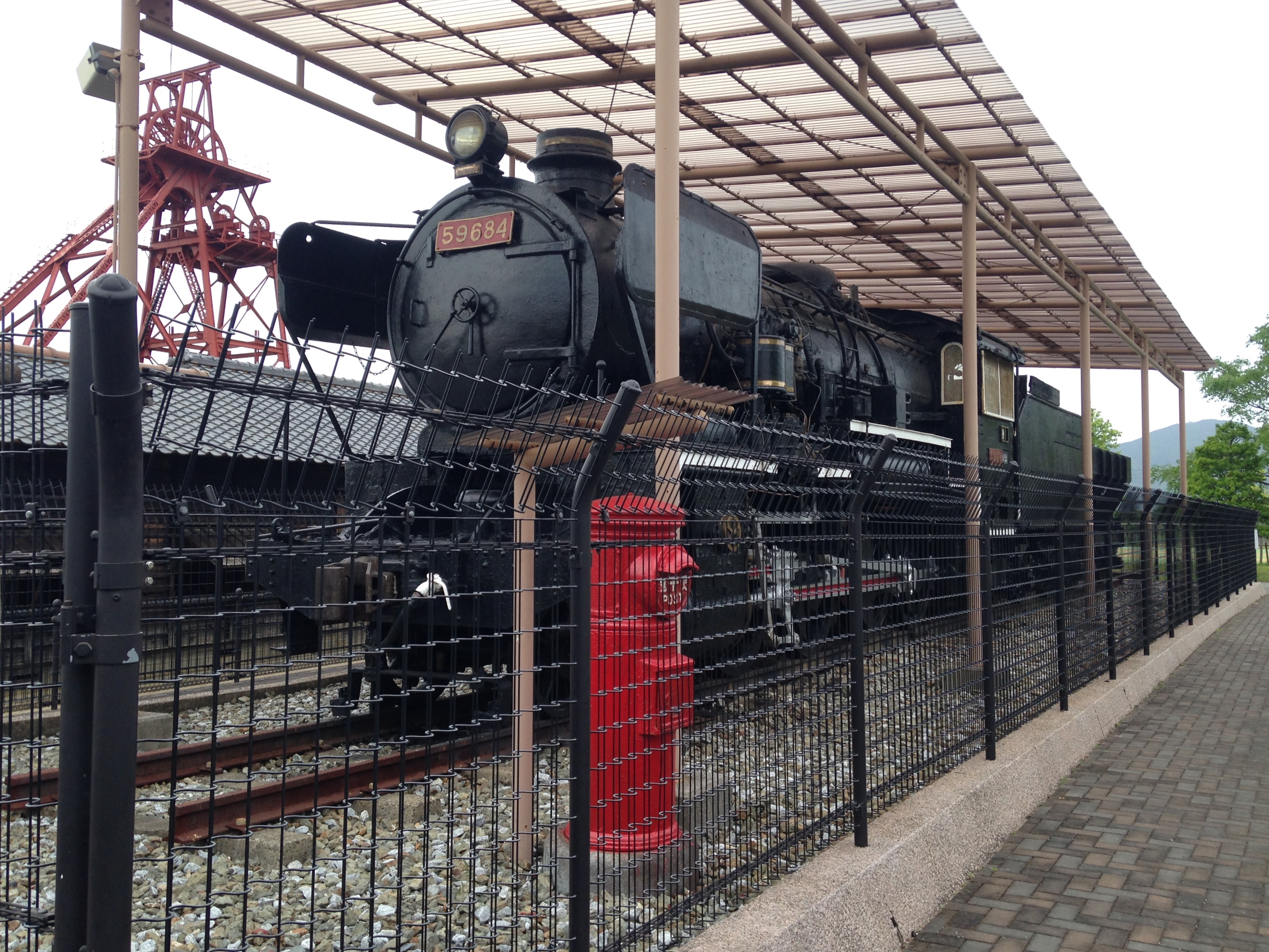
記念公園內的9600形蒸氣機車（59684號）。
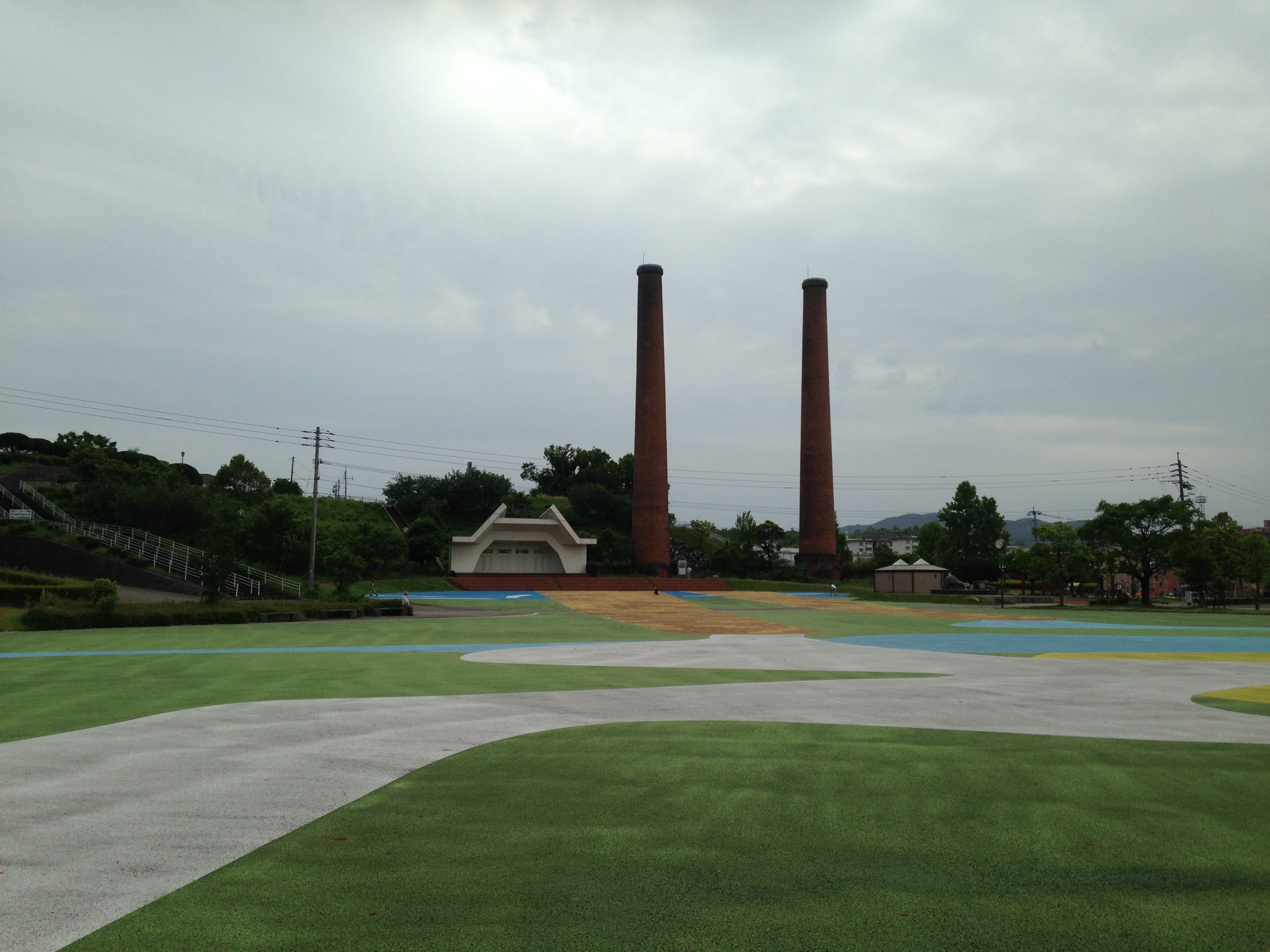
三井田川礦業所伊田坑第1・第2煙囪，1908年竣工。

## 地址
- 〒825-0002 福岡縣田川市大字伊田2734番地1

## 交通方式
- JR九州日田彥山線，平成筑豐鐵道田川伊田站下車徒步5分。

## 外部連結
- 田川市石炭·歷史博物館 田川市官方網站內

33°38′N 130°49′E / 33.64°N 130.81°E